# Kapuze

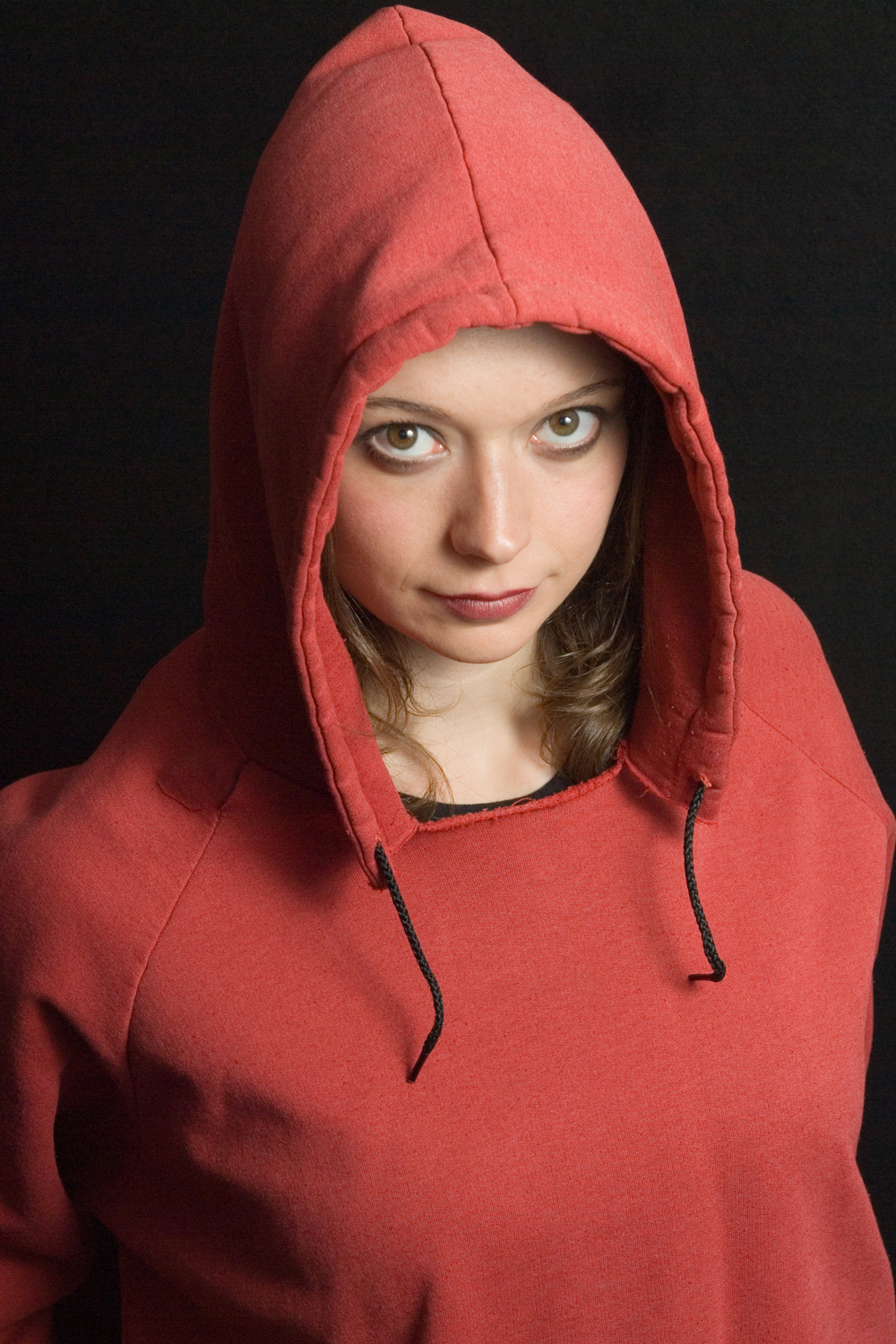
Junge Frau mit Kapuze („Hoodie“)

Eine Kapuze (von italienisch cappuccio, aus lateinisch cappa ‚Art Kopfbedeckung, Mantel‘) ist eine meist an einem anderen, größeren Kleidungsstück befestigte Kopfbedeckung oder Haube, die den Kopf, den Nacken und zum Teil auch das Gesicht und die Schultern vor Kälte, Wind und Regen schützen soll, gegebenenfalls auch vor fremden Blicken. 
Die Kapuze kann Bestandteil einer traditionellen Tracht, eines Ordensgewandes oder einer Amtstracht sein (im angelsächsischen Raum besonders im universitären Umfeld) oder ein modisches Accessoire. Meist lässt man sie bei Nichtgebrauch locker auf die Schultern hängen und zieht sie erst bei Bedarf über den Kopf.

## Entwicklung
Der Begriff Kapuze wird im Deutschen gegen Ende des 15. Jahrhunderts aus dem Italienischen vom gleichbedeutenden cappuccio entlehnt. Im Mittelhochdeutschen des 13. Jahrhunderts hatte sich bereits aus dem Mittellateinischen caputium (‚Kopfbedeckung‘, ‚Kapuze‘) das Wort kabütze entwickelt.
Schon seit der Bronzezeit sind Kapuzen bekannt, die an größere Umhänge, Überwürfe oder Röcke angenäht waren. Daneben waren aber auch separate kaputenähnliche Mützen üblich, wie die phrygische Mütze der antiken Perser, Parther und Skythen. Hierbei war die Grenze fließend zu Kleidungsstücken, die man heute als Hauben, Mützen oder Kappen bezeichnen würde. Oft besaßen solche separaten Kapuzen einen mehr oder weniger langen Schulter- und Nackenschutz, der vorne geschlossen oder verschließbar war. Die Kelten nannten derartige Kapuzen kūkka, welche von den Römern als cucullus übernommen wurden. Schon im 1. Jahrhundert nach Christus finden sich Darstellungen des Genius cucullatus, eines zwergenhaften gallischen Schutzgeistes mit Kapuzenmantel. Weitere antike Kleidungsstücke, die oft mit einer Kapuze versehen wurden, waren das sagum cucullatum und die paenula der römischen Legionäre sowie die caracalla.

Verschiedene Gugel in einer Miniaturmalerei von Pierart dou Tielt, ca. 1353

Aus dem Cucullus entwickelte sich im Laufe des Mittelalters die Gugel, eine kapuzenähnliche Kopfbedeckung mit Kragen und einer verlängerten Spitze, der Sendelbinde. Zunächst handelte es sich hierbei um die Arbeitskleidung der Landbevölkerung und der Bergleute, aber im frühen 14. Jahrhundert kamen Gugeln aus kostbaren Stoffen und mit sehr langer Sendelbinde im Adel in Mode. Durch unterschiedlichste Tragweisen, Zuschnitte und Accessoires entstanden hieraus komplexe hut-, mützen- oder turbanartige Kopfbedeckungen wie der Chaperon. Nachdem diese aus der Mode gekommen waren, blieben extravagantere Formen der Gugel (z. B. mit zwei oder noch mehr Spitzen) in der Narrenkappe erhalten.
Im 15. Jahrhundert wurde der Kragen von der Gugel abgetrennt und entwickelte sich zu einem eigenen Kleidungsstück, dem Goller. Aus dem separaten Kopfteil entstand die Zipfelmütze.
Die Kapuziner, ein auf Franz von Assisi zurückgehender katholischer Bettelorden, sind nach der Kapuze ihres Habits benannt. Seit dem 16. Jahrhundert wurden aber auch besonders die Mäntel spanischer Adliger und Höflinge mit einer Kapuze versehen, so dass sie in Deutschland als spanische Kappen bekannt wurden, allerdings waren sie nicht besonders beliebt. Auf solche Kapuzenmäntel und Umhänge gehen Kleidungsstücke wie der Roquelor, die Kalesche, das Regencape und andere zurück.

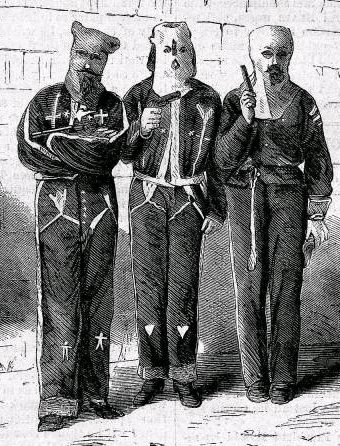
Mitglieder des Ku Klux Klan mit Kapuzen

Gelegentlich werden Kapuzen getragen, um den Träger unkenntlich zu machen (z. B. bei Büßerumzügen oder bei Gefangenen), um ihn zu demütigen (z. B. Sträflinge), aber auch um der Strafverfolgung zu entgehen oder im Rahmen mancher sexueller Praktiken.
An vielen Universitäten in Großbritannien, den USA und dem Commonwealth gehören Kapuzen und Kapuzenmäntel noch heute zur traditionellen Kleidung, die zu bestimmten festlichen Gelegenheiten (Graduierungen etc.) getragen wird.

## Gegenwart
Seit dem 19. Jahrhundert sind Kapuzen fast immer fest mit einem größeren Kleidungsstück verbunden, wie z. B. einem Mantel, einem Anorak oder einem Dufflecoat. Sie können mit Bändchen oder einer Kordel zum Zuschnüren versehen sein. Bei Regenjacken ist die Kapuze zuweilen abnehmbar, oder sie kann zusammengerollt und in einer speziellen Tasche im Kragen verstaut werden. Nur noch selten ist sie von der restlichen Kleidung völlig getrennt (siehe Südwester). Auch moderne Tauchanzüge sind oft mit Kapuzen oder Kopfhauben ausgestattet, um die Auskühlung des Tauchers zu verringern.
Seit Ende des 20. Jahrhunderts findet der Kapuzenpullover Verbreitung. Zusammen mit Kapuzenjacken und anderen Kopfbedeckungen finden sie sich als modisches Accessoire in der Hip-Hop-Jugendkultur.